# بيلي سميث (لاعب كرة قاعدة أمريكي)
بيلي سميث (بالإنجليزية: Billy Smith)‏ هو لاعب كرة قاعدة أمريكي، ولد في 14 يوليو 1953 في هودج في الولايات المتحدة.

## وصلات خارجية
- بيلي سميث على موقعبيزبول رفرنس.كوم (الدوري الرئيسي) (الإنجليزية)
- بيلي سميث على موقعبيزبول رفرنس.كوم (الدوري الثانوي) (الإنجليزية)